# 방원량
방원량(房元亮)은 조선 중기의 문신이다. 본관은 남양(南陽), 자는 후잠(后潛), 호는 만회(晩悔)이다. 고려 삼한벽상공신(三韓壁上功臣) 방계홍(房季弘)의 16세손이고, 직제학(直提學) 방사량(房士良)의 7대손이며, 기묘명현의 한 사람인 이조참의 방귀온(房貴溫)의 종증손(從曾孫)이다. 아버지는 가선대부(嘉善大夫) 방덕유(房德騟)이다.

## 생애
1618년(광해군 10년) 증광시(增廣試)에 급제하여 진사(進士)가 되었다.
1636년(인조 14년) 병자호란이 일어나자 6촌 형 방원진(房元震), 6촌 동생 방원정(房元井)과 함께 격문을 돌려 의병을 모아 여산(礪山)에서 회합하여 청주로 나아갔고, 과천 전투에서 적을 물리쳤다.
1638년(인조 16년) 전설사 별제(典設司別提)로 근무했을 때 부모의 병으로 말미를 받아 남원(南原)으로 내려갔다가 다시 돌아와서 빙고별검(氷庫別檢)이 되었다.
1641년(인조 19년) 의금부 도사(都事)로 재임했을 때 말미를 받고 고향으로 내려갔다가 염병(染病)에 걸렸다. 1642년(인조 20년) 11월 24일(경인) 의금부 도사(都事)로서 죄인 이국균(李國均), 선전관 박지용(朴之墉), 도사 정석문(鄭錫文) 등을 잡아왔다.
1642년(인조 20년) 12월 12일 창평 현령(昌平縣令)으로 임명되었다.

## 가족 관계
- 조부 : 방응명(房應明)[11]
  - 부 : 가선대부(嘉善大夫) 방덕유(房德騟)
  - 처부 : 이득원(李得元)[12]
    - 부인 : 함평 이씨(咸平李氏)
      - 아들 : 방세정(房世挺)
      - 며느리 : 반남 박씨(潘南朴氏) - 참판(參判) 박동망(朴東望)의 손녀[13]

  - 처부 : 교동현감(喬桐縣監) 황정열(黃廷說) - 황진(黃進, 1550년 ~ 1593년)의 아들[14]
    - 부인 : 장수 황씨(長水黃氏), 영의정 황희(黃喜)의 7대손